# Irina Podnosova
Irina Leonidovna Podnosova, née Luneva le 29 octobre 1953 à Pskov (URSS) et morte le 22 juillet 2025 à Moscou, est une juriste russe. Elle est présidente (en) de la Cour suprême de la fédération de Russie de 2024 jusqu'à sa mort. Elle est la première femme à occuper cette fonction depuis sa création, en 1923.

## Biographie
Irina Podnosova naît le 29 octobre 1953 à Pskov. Elle étudie à la faculté de droit de l'université d'État de Saint-Pétersbourg ; Vladimir Poutine est son camarade de cours,.
Elle commence sa carrière dans le secteur juridique en 1990, lorsqu'elle devient juge au tribunal municipal de Louga, une ville de l'oblast de Léningrad. En 2003, elle préside le tribunal municipal de Louga.
Irina Podnosova dirige la Cour de l'oblast de Léningrad entre 2017 et 2018, la deuxième Cour de cassation ordinaire entre 2018 et 2020, puis la Chambre judiciaire des litiges commerciaux de la Cour suprême de la fédération de Russie entre 2020 et 2024,.
À la suite du décès de Vyacheslav Lebedev (en), président de la Cour suprême de 1989 jusqu'à sa mort le 23 février 2024, Irina Podnosova est la seule candidate à ce poste désormais vacant. Le Conseil supérieur de qualification des juges recommande sa nomination. Le 17 avril 2024, elle est désignée présidente de la Cour suprême par le Conseil de la fédération, sur proposition du président russe Vladimir Poutine.
Irina Podnosova meurt d'un cancer le 22 juillet 2025, à Moscou, à l'âge de 71 ans.